# Alain Rouet
Alain Rouet é um físico teórico e empresário francês.